# Tuyết Thanh
Tuyết Thanh (sinh ngày 29 tháng 11 năm 1942) là một nữ ca sĩ nhạc đỏ Việt Nam. Bà là giọng ca nổi tiếng trên làn sóng Đài phát thanh Tiếng nói Việt Nam giai đoạn 1965–1980, có vị trí trong số những giọng ca tiểu biểu của nền âm nhạc cách mạng Việt Nam. Bà nổi tiếng với các ca khúc mang phong cách chính ca, trong vị trí giọng ca chính lẫn lĩnh xướng của đoàn ca nhạc Đài Tiếng nói Việt Nam.
Tuyết Thanh thành công trong nhiều thể loại, từ nhạc đỏ đến nhạc dân ca. Những tác phẩm bà thể hiện để lại dấu ấn đậm nét về một giọng ca có âm sắc thanh tú, thể loại đề tài đa dạng và khả năng chinh phục các cao độ mãnh liệt. Nhiều bài hát bà thể hiện đầu tiên đã trở thành dấu ấn kinh điển như Bài ca Hà Nội (Vũ Thanh, 1966), Nổi trống lên rừng núi ơi (Hoàng Vân, 1965), Tiếng hò trên đất Nghệ An (Tân Huyền, 1964), Miền Nam nhớ mãi ơn Người (Lưu Cầu, 1969), Bài ca phụ nữ Việt Nam (Nguyễn Văn Tý, 1970), Bến cảng quê hương tôi (Hồ Bắc, 1968), Như có Bác trong ngày vui đại thắng (Phạm Tuyên, 1975). Một số bài hát nổi tiếng thường được chính Tuyết Thanh hát ngay sau khi nhạc sĩ sáng tác xong, đáp ứng tính thời sự cũng như được hoàn thiện thêm sau đó.

## Tiểu sử
Tuyết Thanh tên đầy đủ là Đồng Thị Tuyết Thanh. Bà sinh ngày 29 tháng 11 năm 1942 tại Hà Nội, trong một gia đình công chức thời Pháp thuộc ở phố Hàng Đường, sau chuyển về Đường Thành. Bố là một công chức ở nhà ga Hàng Cỏ. Quê gốc ở Vụ Bản, Nam Định. Khi còn nhỏ, Tuyết Thanh học trường Trưng Vương và tham gia đội Sơn Ca, đội ca hát thiếu nhi của Đài Tiếng nói Việt Nam dưới sự dẫn dắt của nhạc sĩ Nguyễn Lân Tuất. Sau đó cô sinh hoạt ở ban đồng ca tiếng hát thanh niên do các nhạc sĩ Đặng Hồng, Mặc Hy phụ trách. Khi lớn lên, người bố không muốn con gái mình theo nghề ca hát mà muốn bà vào làm nhân viên đánh máy chữ ở Phủ Thủ tướng. Tuy nhiên, niềm yêu thích ca hát vẫn khiến bà đi thi vào 3 nơi: Nhà hát ca múa nhạc Trung ương, Đoàn văn công Tổng cục chính trị của quân đội và Đoàn ca nhạc Đài Tiếng nói Việt Nam. Cô đỗ cả 3, và chọn Đoàn ca nhạc Đài Tiếng nói Việt Nam. Biết tin này, người cha của bà giận đến mức bỏ đi lên Lạng Sơn một tuần liền.
Bắt đầu sự nghiệp ca hát ở Đài Tiếng nói Việt Nam từ năm 1960, Tuyết Thanh mau chóng từ vị trí hát trong dàn đồng ca thành giọng ca chính của đoàn ca nhạc cơ quan truyền thông chủ lực của nước Việt Nam Dân chủ cộng hòa và sau đó là nước Việt Nam thống nhất. Tuyết Thnah là ca sĩ được đào tạo đến bậc đại học và tốt nghiệp đại học khoa Thanh nhạc Nhạc viện Hà Nội (nay là Học viện Âm nhạc quốc gia Việt Nam) năm 1983. Sau gần 30 năm cống hiến cho nền âm nhạc cách mạng, Tuyết Thanh đã được Hội đồng Nhà nước phong tặng danh hiệu Nghệ sĩ ưu tú đợt 2 năm 1988. Năm 2023, bà được phong tặng danh hiệu Nghệ sĩ nhân dân.
Sau khi về hưu năm 1993, bà là cộng tác viên thường xuyên của Nhà hát Nhạc vũ kịch Việt Nam, tham gia đóng 3 vở nhạc kịch Lửa và hoa (Đinh Quang Hợp), Viên đạn thần (Der Freischütz, vở opera nổi tiếng của nhà soạn nhạc người Đức Carl Maria von Weber) và Cuộc sống Paris (La Vie Parisienne, vở operetta của Jacques Offenbach). Các vở này đều do các chuyên gia của Pháp và Đức dàn dựng. Đồng thời, bà vẫn tiếp tục là cộng tác viên thường xuyên của đoàn ca nhạc Đài Tiếng nói Việt Nam. Hiện nay bà đang dạy hát cho Câu lạc bộ đàn và hát dân ca của đài cũng như dạy hát tại nhà.

## Sự nghiệp
Bắt đầu sự nghiệp ca hát từ năm 1960, Tuyết Thanh mau chóng từ vị trí hát trong dàn đồng ca thành giọng ca chính của đoàn ca nhạc Đài Tiếng nói Việt Nam. Bài hát đơn ca đầu tiên của Tuyết Thanh là Nắng ấm về trên Tổ quốc của Trần Khánh, ông cũng là một ca sĩ đồng nghiệp và sau này cùng lĩnh xướng với Tuyết Thanh trong nhiều tác phẩm lớn. Một trong những bài hát ghi dấu ấn đầu tiên cho một giọng ca nổi bật của Tuyết Thanh là Tiếng hò trên đất Nghệ An (Tân Huyền, 1964). Bài hát này Tuyết Thanh đã biểu diễn trực tiếp cho Chủ tịch Hồ Chí Minh nhiều lần.

### Nổi trống lên rừng núi ơi
Bài hát đưa Tuyết Thanh lên ngôi vị giọng ca hàng đầu là Nổi trống lên rừng núi ơi của nhạc sĩ Hoàng Vân. Bài hát được sáng tác khi Tuyết Thanh cùng các ca sĩ Mộng Dung, Tuấn Kỳ và các nhạc sĩ Hồ Bắc, Văn Dung, Hoàng Vân, Trần Chung,... đi thực tế sáng tác và biểu diễn tại vùng Lao – Hà – Yên (Lào Cai – Hà Giang – Yên Bái). Trên đường đi, đường bộ bị giặc Mỹ bắn phá ác liệt, cả đoàn phải đeo ba lô đi bộ theo đường sắt. Một tuần liền đi bộ, tổng số 167 km, thiếu cơm phải ăn dứa trừ bữa. Tuyết Thanh kể, đi bộ nhiều đến nỗi khi kết thúc chuyến đi về tới Hà Nội, chân sưng vù, không xỏ nổi vào dép cũng như guốc hay giày biểu diễn. Chuyến đi thực tế đã đem lại những chất liệu cho Hoàng Vân viết bài hát mang âm hưởng dân ca Việt Bắc và khi được Tuyết Thanh thể hiện đầu tiên, ngay lập tức đã trở thành một bài hát đình đám.

### Bài ca Hà Nội
Bài ca ghi dấu ấn làm nên tên tuổi Tuyết Thanh là Bài ca Hà Nội của nhạc sĩ Vũ Thanh. Về hoàn cảnh ra đời bài hát, Tuyết Thanh kể: Năm 1966, những ngày giặc Mỹ bắn phá ác liệt, các nghệ sĩ thường xuyên phải túc trực ở phòng thu của Đài để đảm bảo sóng phát thanh không bị gián đoạn. Một buổi trưa, khi bà và các đồng nghiệp đang trong hầm trú ẩn bỗng nghe thấy tiếng reo hò rộn rã của nhân dân. Bật nắp hầm nhảy lên, các nghệ sĩ chứng kiến một cảnh tượng hào hùng, đó là chiếc máy bay Mỹ bốc cháy như một quả cầu lửa. Mọi người vui sướng vừa nhảy vừa ôm nhau khóc vì xúc động. Nhạc sĩ Vũ Thanh khi ấy cũng có mặt, lập tức đặt bút viết những dòng ca hân hoan đầu tiên: “Ta đi trên đường Hà Nội rực rỡ chiến công/ Đường thênh thang Ba Đình lịch sử, đường tấp nập Hoàn Kiếm – Đồng Xuân/ Nghe náo nức trong lòng Thủ đô ta sục sôi đánh Mỹ…”. Bài hát vừa hoàn thành, được đưa ngay vào phòng thu. Tuyết Thanh được vinh dự là người hát đầu tiên. Có câu từ nào chưa ưng, Tuyết Thanh góp ý sửa luôn cùng nhạc sĩ Vũ Thanh. Hai tiếng sau, bản thu âm hoàn thành, phát sóng ngay mà chưa kịp duyệt. Cho đến giờ, Bài ca Hà Nội đã được nhiều ca sĩ khác hát, song Tuyết Thanh vẫn được ghi nhận là người thành công nhất, đưa bài hát nằm trong số những bài hát về đề tài Hà Nội nổi tiếng nhất.

### Bài ca người phụ nữ Việt Nam
Bà đã thể hiện cả hai bài hát cùng mang tên Bài ca phụ nữ Việt Nam hai nhạc sĩ Nguyễn Văn Tý và của Văn Ký. Các bài hát rất thành công của Tuyết Thanh giai đoạn từ cuối thập niên 1960 đến đầu 1980 viết về đề tài công nghiệp, vận tải hay các địa phương như Bến cảng quê hương tôi (Hồ Bắc, 1968) viết về Hải Phòng, Vui mở đường (Đỗ Nhuận, 1968, lĩnh xướng) viết về khu Bốn, Bông hoa tám cánh (An Chung) viết về mỏ thiếc Tĩnh Túc, Cao Bằng, Trăng sáng trên rừng quế (Trọng Loan, 1970) viết về Yên Bái, Tình ta biển bạc đồng xanh (Hoàng Sông Hương, 1973, song ca cùng Phan Huấn, là hai giọng ca hát đầu tiên) viết về Quảng Bình, Nghe câu hát văn chiều nay (Nguyễn Cường, 1982) viết về tỉnh Hà Nam Ninh cũ.
Đích thân Bộ trưởng Bộ Giao thông vận tải Đinh La Thăng đã trao tặng kỷ niệm chương ngành Giao thông vận tải cho Tuyết Thanh. Trong bằng kỷ niệm, khi phát hiện ra danh hiệu của mình được ghi thành Nghệ sĩ nhân dân, Tuyết Thanh đã đính chính liền. Tuy nhiên, Bộ trưởng Đinh La Thăng đã trả lời: "Chị là Nghệ sĩ Nhân dân của chúng tôi, Nghệ sĩ của nhân dân".
Bên cạnh những tác phẩm đòi hỏi xử lý thanh nhạc phức tạp như Người chiến sĩ ấy (Hoàng Vân, 1969), Lời thề sắt son (Nguyễn Đình Tấn, 1969, lĩnh xướng cùng Trần Khánh, Trung Kiên), Tuyết Thanh cũng rất đa dạng khi biến hóa trong các ca khúc trải dài qua hai cuộc kháng chiến như Làng tôi (Văn Cao, 1947), Lên ngàn (Hoàng Việt, 1952), Tiếng chày trên sóc Bom Bo (Xuân Hồng, 1966)... Tuyết Thanh đã được trao huy chương vàng Hội diễn chuyên nghiệp toàn quốc năm 1979 với ca khúc Người mẹ miền Nam tay không thắng giặc (Thuận Yến, 1969). Cũng năm này, bà được trao tặng danh hiệu Chiến sĩ thi đua của Đài Tiếng nói Việt Nam. Bà từng đi biểu diễn ở nhiều nước trên thế giới.
Tuyết Thanh song ca ăn ý với nhiều bạn diễn như các ca sĩ Thu Phương, Thúy Lan, Trần Khánh, Tiến Thành, Kiều Hưng... Cô cũng là một trong những ca sĩ nhạc đỏ đầu tiên tham gia hát nhạc tiền chiến khi dòng nhạc này được biểu diễn trở lại vào năm 1988 tại sân khấu Ca khúc trữ tình 51 Trần Hưng Đạo của nhạc công Khắc Huề với những bài hát như Cô Tú (Nguyễn Long Châu), Chiều (Dương Thiệu Tước, thơ Hồ Dzếnh), Em đến thăm anh một chiều mưa (Tô Vũ).

### Bài hát về chủ tịch Hồ Chí Minh
Đề tài về Bác Hồ cũng được Tuyết Thanh thể hiện thành công với loạt các bài hát như Miền Nam nhớ mãi ơn Người (Lưu Cầu, 1969), Hồ Chí Minh đẹp nhất tên Người (Trần Kiết Tường, 1962), Việt Bắc nhớ Bác Hồ (Phạm Tuyên, 1969), Bác Hồ sống mãi với Tây Nguyên (Lê Lôi, 1969), Lời thề sắt son (Nguyễn Đình Tấn, 1969)... Bài hát Như có Bác trong ngày vui đại thắng là bài hát được Phạm Tuyên viết ngay trong ngày 28/4/1975 và được phát thanh ngay sau giờ Sài Gòn giải phóng ngày 30/4/1975. Phạm Tuyên đã kể: “Mới 1h đoàn ca nhạc đã tập trung để tập tành thu bài hát đó. Tôi đã dự rất nhiều cuộc thu thanh nhưng chưa có cuộc thu thanh nào lại cảm động như vậy, cả người hát, người đàn, người chỉ huy đều khóc. Chỉ huy lúc đó là anh Cao Việt Bách còn lĩnh xướng là anh Đặng Hùng và chị Tuyết Thanh và hợp ca toàn đoàn của đài. Lúc phát lên bài đó thì tất cả đều nói là chỉ cần bài này thôi và chạy lại bắt tay hỏi tôi có nên sửa sang gì không. Tôi bảo chưa bao giờ có cảm giác dự một bài hát hình như nó có từ trước. nếu tôi không viết thì cũng sẽ có người khác viết như thế, cảm giác rất lạ lùng. Tôi bảo không cần sửa sang gì cả. lần đầu tiên tôi nghe bài này tôi thấy nó như tình cảm của mình.”
Tuyết Thanh đã kể về cảm xúc khi hát bài hát Như có Bác trong ngày vui đại thắng của Phạm Tuyên: "Mọi người hát với tình cảm vừa là vui, vừa là mừng, vừa là rơi lệ. Chắc chắn có một ngày gặp lại người thân, có người còn, người mất. Lúc thu thanh cảm động lắm. Bản thân tôi cảm thấy mình hát chưa được chuẩn, giọng rất run nhưng vẫn phải thể hiện tốt bài hát đó. Hát xong phát sóng luôn, anh em vui lắm, ôm nhau khóc. Bản thân xúc động lắm."  "Buổi sáng chúng tôi vẫn làm việc bình thường, cứ mỗi tiếng lại nghe bao nhiêu tin chiến thắng, phấn khởi lắm, bao nhiêu bài cũng hát hết. Đúng 11 rưỡi, nghe tin chiến thắng. Thế là thôi! Ôm nhau, khóc, cười."

## Nhận xét, đánh giá
"[N]hững năm tháng ấy, người ta nghe thấy phần trong sáng, phần thôi thúc lòng người của những bài ca phát ra từ những chiếc loa. Đấy cũng là phần mà giọng ca như Tuyết Thanh đã làm được. Âm sắc thánh thiện và quãng giọng cao vút soprano của cô không có gì hợp hơn với những bài ca về những “em đi về đâu mà mắt em tươi sáng, em đi về đâu mà chân bước hiên ngang.
"Những bài ca Hà Nội của Tuyết Thanh đậm cái nhìn sử thi một thời: “Ta đi trên đường Hà Nội rực rỡ chiến công, đường thênh thang Ba Đình lịch sử, đường tấp nập Hoàn Kiếm Đồng Xuân”. Cho dù có vẻ mang màu sắc hiện thực xã hội chủ nghĩa, Hà Nội của những bài ca Tuyết Thanh hát cũng là một thành phố được phóng lớn kích cỡ về tầm vóc, về triết lý con người mới. Nó nhiều nét siêu thực của chủ nghĩa anh hùng hơn là nói về một đô thị đúng nghĩa." (Nguyễn Trương Quý, Ngàn đời nhớ tiếc phấn hồng trầm lan, trích Mỗi góc phố một người đang sống, Nhà xuất bản. Trẻ, 2015)

"Với chất giọng khỏe, truyền cảm NSƯT Tuyết Thanh hát được nhiều thể loại, từ những ca khúc thính phòng đến những ca khúc mang âm hưởng dân ca, nhạc nhẹ. Bà cũng là người tạo dấu ấn mới cho những bài quan họ cổ như "Ngồi tựa mạn thuyền", "Còn duyên"…" (Khánh Thảo, NSƯT Tuyết Thanh: Gói cô đơn để hát, Văn nghệ Công an, 24/05/2011)

## Một số bài hát nổi tiếng
(Tổng hợp theo trang Bài ca đi cùng năm tháng, băng đĩa của Dihavina và Nhà xuất bản Âm nhạc)

### Tân nhạc
1. Bác Hồ sống mãi với Tây Nguyên (Lê Lôi)
2. Bài ca chiến thắng (Nguyễn Đức Toàn)
3. Bài ca Hà Nội (Vũ Thanh)
4. Bài ca người chiến sĩ áo trắng (Hoàng Vân)
5. Bài ca phụ nữ Việt Nam (Nguyễn Văn Tý)
6. Bài ca phụ nữ Việt Nam (Văn Ký)
7. Bến cảng quê hương tôi (Hồ Bắc)
8. Ca ngợi Hồ Chủ tịch (Đỗ Nhuận)
9. Cây lúa Quảng Bình, cây súng Quảng Bình (Phạm Tuyên)
10. Chiến thắng Phủ Thông (Đinh Ngọc Liên)
11. Con dao làm nương cây súng giữ bản (Phan Nhân)
12. Đây quê mình Quảng Nam Đà Nẵng (Đỗ Nhuận)
13. Hồ Chí Minh đẹp nhất tên Người (Trần Kiết Tường)
14. Nổi trống lên rừng núi ơi (Hoàng Vân)
15. Tiếng chày trên sóc Bom Bo (Xuân Hồng)
16. Tiếng hò trên đất Nghệ An (Tân Huyền)
17. Việt Nam quê hương tôi (Đỗ Nhuận)
18. Vui mở đường (Đỗ Nhuận)
19. Yêu đàn chim nhỏ (Nguyễn Văn Tý)

### Dân ca
1. Chim bay xa (dân ca Chăm)
2. Cung đàn Việt Nam (dân ca Bình Trị Thiên)
3. Đi thăm bạn (dân ca Gia Rai)
4. Gửi anh chiến sĩ biên thùy (dân ca H'mông)
5. Hát đúm (dân ca Thanh Hóa)
6. Mùa xuân về (dân ca Tây Bắc)
7. Ngồi tựa mạn thuyền (dân ca quan họ Bắc Ninh)
8. Như mùa hoa ban (dân ca Giáy)
9. Nước non vui ngày đại thắng (dân ca khu V - soạn lời: Dân Huyền)